# Руски и съветски паметници в Разградска област
| Снимка | Описание/дати стар стил | Надпис | Местоположение | Местоположение |
| ------ | --- | --- | -------------- | --- |
|        | Надгробен паметник на милосърдните сестри Анатолия Димитриевна Анадолина и Наталия Петровна, починали (вероятно от тиф) по време на Руско-турската Освободителна война 1877 – 1878 г.              | АНАТОЛIЯ ДИМИТРИЕВНА АНАДОЛИНА НАТАЛИЯ ПЕТРОВНА | Гецово         | Намира се в гробището 43°32′19.5″ с. ш. 26°28′28.3″ и. д. / 43.53875° с. ш. 26.474528° и. д. |
|        | Паметна плоча на руските войници, загинали през Руско-турската война 1877 – 1878 г. | В памет на незнайните руски войни отдали живота си за свободата на братския български народ.                                                                 | Голям извор    | Намира се в близост до двора на църква „Света Троица“ 43°33′59.5″ с. ш. 26°43′17″ и. д. / 43.566528° с. ш. 26.721389° и. д. |
|        | Паметник на загиналите 33 нисши чина от 137-и Нежински полк, 43 нисши чина от 138-и Болховски полк и 1 нисш чин от 5-а батарея на 35-а артилерийска бригада в битката при Езерче на 14 юли 1877 г. | Признателна Бълг. 1928 Братска могила на падналите презь Освободителната война при село Езерче 15 май 1929 г. построен по случай освобождението ни           | Езерче         | Намира се западно от селото. Построен е през 1928-1929 г. по инициатива на учителя Иван Хаджииванов, а костите от двете унищожени братски могили са препогребани под него. 43°33′39.8″ с. ш. 26°17′40.9″ и. д. / 43.561056° с. ш. 26.294694° и. д. |
|        | Паметен знак по случай 30-годишнината от битката при Езерче на 14 юли 1877 г. | 1878-1908 год 19 фев спомен от освобож. ни Свободата е скъпа                                                                                                 | Езерче         | Намира се западно от селото. Поставен е през 1908 г. 43°33′39.8″ с. ш. 26°17′40.9″ и. д. / 43.561056° с. ш. 26.294694° и. д. |
|        | Паметник за освобождението на с. Езерче на 14 юли 1877 г. от генерал Иларион Иванович Воронцов-Дашков                                                                                              | Руските войски, командувани от генерал Воронцов /Дашков/ на 26/14/ юли 1877 год. с цената на 82 жертви разгромяват турския противник и освобождават с.Езерче | Езерче         | Намира се на 2 км северно в ляво до пътя за Русе 43°34′40.5″ с. ш. 26°18′41.3″ и. д. / 43.577917° с. ш. 26.311472° и. д. |
|        | Надгробен паметник на полковник Андрей Густавович Принтц, командир на 140-и Зарайски полк, починал от коремен тиф на 8 март 1878 г.                                                                | Здҧсь похоронен командиръ зараев. полка полковникъ Андрей Густавович Принтцъ родился въ 1838 год умеръ 8 Марта 1878 год                                      | Пороище        | Намира се в гробището 43°29′11.7″ с. ш. 26°34′14.8″ и. д. / 43.486583° с. ш. 26.570778° и. д. |
|        | Надгробен паметник на полковник Ланганс, командир на 22-ри подвижен парк, починал на 12 август 1878 г.                                                                                             | полковник ЛАНГАНС командир на 22 подвижен полк 12 VIII 1878 г.                                                                                               | Разград        | Намира се в двора на църква „Свети Николай Чудотворец“ 43°31′31.3″ с. ш. 26°31′56.8″ и. д. / 43.525361° с. ш. 26.532444° и. д. |
|        | Мавзолей-костница на руските воини, загинали за освобождението на Разград | В памет освобождението на град Разград, 16.01.1878 г. | Разград        | Намира се на площад „Възраждане“ 43°31′33.4″ с. ш. 26°31′43.9″ и. д. / 43.525944° с. ш. 26.528861° и. д. |
|        | Паметник на руските воиници, загинали за освобождението на Хърсово | Въ память на падналитѣ руси за освобождението на с. Хърсово през 1878 г.                                                                                     | Хърсово        | Намира се на площада 43°33′50.4″ с. ш. 26°46′04″ и. д. / 43.564° с. ш. 26.767778° и. д. |